# فوشازدة (دهشال)
فوشازدة (بالفارسية: فوشازده) هي قرية تقع في إيران في قسم دهشال الريفي. يقدر عدد سكانها بـ 484 نسمة بحسب إحصاء 2016.